# Federazione anarchica iberica
La Federazione anarchica iberica (in spagnolo  Federación Anarquista Ibérica, FAI) è una organizzazione anarchica iberica attiva in gruppi di affinità all'interno del sindacato della Confederazione nazionale del lavoro (Confederación Nacional del Trabajo, CNT). Spesso il suo nome viene abbreviato in CNT-FAI per le strettissime relazioni tra le due organizzazioni. La FAI pubblica il periodico Tierra y Libertad e cura la programmazione e gestione  di Radio Klara a Valencia.
L'aggettivo "iberica" allude allo scopo di unificare i movimenti anarchici spagnoli e portoghesi in una organizzazione pan-iberica. Agli incontri della FAI partecipavano membri della Unione anarchista portoghese (União Anarquista Portuguesa) e della Confederazione generale del lavoro (Confederação Geral do Trabalho) del Portogallo (compreso il congresso di Saragozza della CNT del 1936).

## Storia
La FAI venne fondata nel 1927 (dopo un incontro preliminare l'anno precedente a Marsiglia) per tentare di preservare la tendenza anarchica nella CNT sfidandone l'apparato burocratico, giudicato troppo impegnato con il capitale, piuttosto che rappresentativo della classe lavoratrice. La situazione si fece molto tesa, soprattutto durante il regime dittatoriale di Miguel Primo de Rivera.
L'egemonia che la FAI acquisì all'interno della CNT causò la fuoriuscita di alcuni membri più moderati, come Ángel Pestaña che fondò il Partito sindacalista nel 1931.
I membri della FAI furono tra i più attivi tra le file dei repubblicani durante la guerra civile spagnola che li vide opposti alle forze del generale Francisco Franco. 

## Stampa e media
La Federazione anarchica iberica pubblica il periodico ¡Tierra y Libertad! e possiede Radio Klara a Valencia.